# Reinie Melissant-Briene
Reintje Wilhelmina Jezina (Reinie) Melissant-Briene (Vriezenveen, 12 maart 1965) is een Nederlandse bestuurder en CDA-politica. Sinds 28 augustus 2017 is zij burgemeester van Gorinchem.

## Levensloop
Ze is geboren en opgegroeid in Twente en was als tiener al actief in het CDJA, de jongerenafdeling van het CDA. Ze is afgestudeerd in bestuurskunde aan de Universiteit Twente, waarbij ze stage liep bij de CDA-Tweede Kamerfractie. Tevens heeft ze de 'master strategisch management' (MSM) gedaan aan de Universiteit Utrecht. Haar politieke carrière begon in de gemeente Rijssen waar ze al jong gemeenteraadslid en na een jaar ook fractievoorzitter werd. Haar ambtelijke carrière begon bij de gemeente Hellendoorn, waarna ze gewerkt heeft voor de gemeenten Cranendonck en Woudrichem (algemeen directeur/gemeentesecretaris). Ze is acht jaar lid geweest van de Provinciale Staten van Noord-Brabant, waar ze tevens vicefractievoorzitter was van de CDA-Statenfractie en lid van het Statenpresidium.
Van december 2006 tot 2013 was Melissant-Briene burgemeester van de Zuid-Hollandse gemeente Korendijk. Ze vervulde regionaal diverse bestuurlijke posities, waaronder het voorzitterschap van het Veiligheidshuis van de regio Zuid-Holland Zuid. Op 1 februari 2013 werd ze directeur en lid van de Directieraad in Dordrecht waarbij Servaas Stoop haar als waarnemend burgemeester in Korendijk opvolgde.
Bij haar afscheid in Korendijk werd ze benoemd tot ereburger. Ze was lid van enkele raden van toezicht en is tevens MfN-registermediator. De gemeenteraad van Gorinchem heeft haar in mei 2017 voorgedragen om daar burgemeester te worden. Op 28 augustus 2017 is zij geïnstalleerd als burgemeester van die gemeente. Naast haar burgemeesterschap is zij voorzitter van de Raad van Toezicht van Zorgwaard.
Melissant-Briene is getrouwd en heeft vier kinderen.